# التهاب النخاع والعصب البصري
التهاب النخاع والعصب البصري أو الالتهاب المياليني للعصب البصري والمعروف أيضا باسم داء ديفك أو متلازمة ديفك هو اختلال التهابي في المناعة الذاتية يقوم فيه الجهاز المناعي للشخص بمهاجمة الأعصاب البصرية والنخاع الشوكي. يؤدي ذلك إلى التهاب العصب البصري والنخاع الشوكي. على الرغم من أن الالتهاب قد يؤثر أيضا على المخ إلا أن الأنسجة المدمرة تختلف عن تلك الموجودة في الحالة المشابهة التصلب اللويحي. تؤدي إصابات الحبل الشوكي إلى درجات مختلفة من الوهن العضلي أو الشلل في القدمين أو اليدين، وفقدان الحواس (بما في ذلك العمى) و/أو الاختلال الوظيفي للمثانة البولية والأمعاء.
داء ديفك اختلال نادر يشبه داء التصلب اللويحي في أشياء عديدة لكنه يتطلب مسارا مختلفا من المعالجة من أجل الحصول على نتائج مثالية. اعتبر البعض الالتهاب المياليني للعصب البصري صورة مختلفة من الالتهاب الدماغي المنتشر الحاد. تم التعرف على هدف هجوم المناعة الذاتية في بعض مرضى الالتهاب المياليني للعصب البصري على الأقل، وهو عبارة عن بروتين بعض خلايا الجهاز العصبي ويطلق عليه اسم aquaporin 4 

## الأعراض
الأعراض الرئيسية لداء ديفك هي فقدان البصر ووظيفة النخاع الشوكي. وبالنسبة لباقي أسباب التهاب العصب البصري تظهر الإعاقة البصرية عادة على هيئة انخفاض في حدة البصر، على الرغم من أنه قد يحدث اختلالات في المجال البصري أو ضعف في رؤية الألوان بشكل منفرد أو قبل فقدان حدة البصر الأساسي. ربما يؤدي الاختلال الوظيفي في الحبل الشوكي إلى وهن في العضلات وانخفاض الإحساس أو فقدان التحكم في المثانة البولية والأمعاء. يعاني المريض الكلاسيكي من وهن تشنجي حاد في عضلات القدم (شلل النصف السفلي) أو في عضلات الأطراف الأربعة كلها (شلل رباعي) مع علامات حسية يصاحبها عادة فقدان التحكم في المثانة البولية.

## الآلية
يشبه داء دايفك التصلب اللويحي في قيام الجهاز المناعي بمهاجمة الميالين المحيط بالخلايا العصبية. وعلى العكس من التصلب اللويحي القياسي، لايُعتقد أن النوبات تتم من خلال الخلايا التائية للجهاز المناعي بل تتم من خلال أجسام مضادة يطلق عليها اسم - كريين مناعي ج للالتهاب المياليني للعصب البصري – أو ببساطة الأجسام المضادة للالتهاب المياليني للعصب البصري. تستهدف تلك الأجسام المضادة بروتين اسمه aquaporin4 في الأغشية الخلوية للخلايا النجمية ويعمل كقناة لنقل الماء عبر غشاء الخلية. يوجد Aquaporin 4 في بروزات الخلايا النجمية والتي تحيط بـحاجز الدم – الدماغ وهو جهاز مسؤول عن منع مرور المواد الموجودة في الدم إلى المخ. يصبح حاجز الدم – الدماغ ضعيفا في داء ديفك ومن غير المعروف الآن كيف تؤدي الاستجابة المناعية للكريين المناعي ج للالتهاب المياليني للعصب البصري إلى إزالة الميالين.
ركزت معظم أبحاث باثولوجيا داء ديفك على]] النخاع الشوكي]]. يتراوح تلف النخاع الشوكي بين إزالة الميالين الالتهابية والتلف النخري للمادة البيضاء والمادة الرمادية. تم تصنيف الإصابات الالتهابية في داء ديفك على أنها إصابات من النوع الثاني (إزالة ميالين عبر المتممات) ولكنها تختلف عن إصابات نموذج 2 في التصلب اللويحي في كونها ذات توزيع حول وعائي واضح. لذلك يختلف نمط الالتهاب بشكل واضح عن ذلك الموجود في التصلب اللويحي.

## التشخيص
وضعت مايو كلينك مجموعة منقحة من المعايير لتشخيص داء ديفك في 2006. تتطلب الخطوط التوجيهية للتشخيص وجود معيارين أساسيين بالإضافة إلى وجود معيارين من بين ثلاثة معايير داعمة:
المعايير الأساسية:
1. التهاب العصب البصري
2. الالتهاب المياليني الحاد

المعايير الداعمة :
1. التصوير بالرنين المغناطيسي للدماغ لايطابق معايير التصلب اللويحي عند بداية المرض.
2. التصوير بالرنين المغناطيسي]] للنخاع الشوكي]] مع الشذوذ المتجاور للإشارة T2 عبر 3 قطاعات من العمود الفقري مشيرة إلى إصابة كبيرة في النخاع الشوكي.
3. حالة - كريين مناعي ج –الالتهاب المياليني للعصب البصري - موجبة المصل. يفحص اختبار (كريين مناعي ج – الالتهاب المياليني للعصب البصري) مدى تواجد]] الأجسام المضادة]] أمام مستضاد aquaporin4.

### الأنواع
بعد ظهور اختبار (كريين مناعي ج – الالتهاب المياليني للعصب البصري)، امتد طيف الاختلالات التي تتضمن داء ديفك. يُعتقد أن داء ديفك الآن يتكون من :
- داء ديفك القياسي، طبقا لمعايير التشخيص الموصوفة بالأعلى
- صور محدودة من داء ديفك، كالأحداث الفردية أو المتكررة من الالتهاب المياليني الممتد طواليا والتهاب العصب البصري الثنائي المتزامن أو المتكرر.
- التصلب اللويحي البصري – الشوكي الأسيوي. قد يؤثر ذلك على الجهاز العصبي المركزي كما في التصلب اللويحي.[11]
- الالتهاب المياليني الممتد طوليا أو التهاب العصب البصري المُصاحَب بأمراض المناعة الذاتية
- الالتهاب المياليني أو التهاب العصب البصري المُصاحَب ب]] إصابات]] في مناطق محددة من الدماغ مثل الوطاء والنواة الحول بطينية وجذع الدماغ[12]

إن كون داء ديفك مرضا مستقلا أو جزءا من الطيف الواسع للتصلب اللويحي هو أمر لا زال الأطباء يناقشونه. يختلف داء ديفك في كونه يمتاز بعواقب أكثر ضراوة من تلك الموجودة في التصلب اللويحي بعد إصابة المريض بنوبة حادة، يظهر التصلب اللويحي بصورة نادرة على هيئة التهاب نخاع مستعرض وأشرطة قليلة النسيلة في السائل المخي الشوكي بالإضافة إلى إصابات المادة البيضاء في الرنين المغناطيسي على الدماغ وهي علامات غير شائعة في داء ديفك لكنها تظهر في أكثر من 90% من مرضى التصلب اللويحي. وحديثا اتضح أن الاستجابة المناعية المضادة للفيروس تميز بين التصلب اللويحي والالتهاب المياليني للعصب البصري..
يصاحب داء ديفك العديد من الأمراض الجهازية طبقا للأدلة القصصية لبعض مرضى حالات داء ديفك ذوي الاعتلالات المصاحبة. تتضمن تلك الحالات : أمراض الأوعية الدموية الكولاجينية، متلأزمات الأجسام المضادة الذاتية،]] العدوى]] ب]] الفيروس النطاقي الحماقي]] و]] فيروس إبشتاين بار]] وفيروس نقص المناعة البشرية والتعرض لـلـكليوكينول وعقاقير مكافحة السل 

## العلاج
في الوقت الحالي لايوجد علاج لداء ديفك لكن يمكن معالجة الأعراض. يشفى بعض المرضى من المرض لكن يعاني البعض من بقاء الإعاقة في البصر والأطراف وقد تكون تلك الإعاقة شديدة.

### النوبات
تُعالج النوبات عن طريق مسار علاجي قصير لجرعات عالية من الستيرويدات القشرية المحقونة في الوريد مثل ميثيل بريدنيزولون داخل الوريد. عندما تتقدم النوبات أو لا تستجيب لعلاج الستيرويدات القشرية، قد يكون تبادل البلازما علاجا فعالا. تتضمن التجارب الإكلينيكية لهذه العلاجات عددا صغيرا جدا ومعظمها لا يتم التحكم فيه.

### الوقاية الثانوية
لم تبرهن أي من التجارب القابلة للسيطرة تأثير الأدوية على الوقاية من النوبات. يتفق العديد من الإكلينيكيين على أن التثبيط المناعي طويل المدى مطلوب من أجل تقليل تكرارية وشدة النوبات، بينما يرفض البعض ويقترحون النقيض تماما. تتضمن العلاجات المثبطة للمناعة الشائعة كلا من آزويثوبرين مع بريدنيزون، مايكوفبينولات موفيتيل مع بريدنيزون، ريتوكسيماب، ميتوكسانترون، جلوبيولين مناعي في الوريد وسايكلوفوسفاميد. لايزال ريتوكسيماب الأجسام المضادة أحادية النسيلة في طور التجربة. في 2007 ،تم تقرير استجابة داء ديفك لـأسيتات جلاتيرامير والجرعات الصغيرة من الستيرويدات القشرية.

## مصير تقدم المرض
يحدث بعض التحسن عادة في أسابيع قليلة مع احتمالية استمرار بعض العلامات المتبقية والإعاقة وتستمر في بعض الأحيان بصورة شديدة.
قد يكون المرض أحادي الطور، بمعنى حدوث نوبة فردية مع انحسار دائم بعدها. إلا أن 85% من المرضى على الأقل يعانون من صورة ارتدادية للمرض مع نوبات متكررة من التهاب النخاع المستعرض و/أو التهاب العصب البصري. في المرضى ذوي صورة الطور الأحادي من المرض، يحدث التهاب النخاع المستعرض والتهاب العصب البصري بشكل متزامن أو يحدث كل منهما في غضون أيام من حدوث الآخر. بينما تمر أسابيع أو شهور بين حدوث النوبات الابتدائية والشفاء الحركي بعد حدث التهاب النخاع المستعرض الرئيسي في المرضى ذوي الصورة الارتدادية من المرض. تحدث الارتدادات عادة في وقت مبكر ويأتي الارتداد في السنة الأولى لحوالي 55% من المرضى بينما يأتي في أول 5 سنين لحوالي 90% من المرضى. وعلى العكس من التصلب اللويحي، نادرا مايكون لداء ديفك طور ثانوي تصاعدي يحدث فيه زيادة في الهبوط العصبي بين النوبات بدون انحسار. بدلا من ذلك، تحدث الإعاقات بسبب النوبات الحادة.
يعاني حوالي 20% من مرضى الطور الأحادي لداء دايفك من فقدان دائم في البصر و 30% من شلل دائم في إحدى القدمين أو كليهما. يصاب 50% من مرضى داء ديفك الارتدادي بالشلل أو العمى خلال خمس سنوات. في بعض المرضى (33% في أحد الأبحاث)، يؤدي التهاب النخاع المستعرض في النخاع الشوكي إلى فشل في وظائف التنفس ثم الوفاة. ومع ذلك ازداد طيف داء ديفك بسبب تحسن المعايير التشخيصية وخيارات العلاج؛ ونتيجة لذلك يتوقع الباحثون انخفاض تلك التقديرات.

## الارتباط الوبائي للمرض
لم يتم التعرف على انتشار ووقوع المرض بشكل دقيق بسبب خلط الداء مع التصلب اللويحي وعدم التعرف عليه بشكل كبير. يحدث داء ديفك بشكل شائع في النساء أكثر من الرجال، حيث يمثل النساء ثلثا المصابين وأكثر من 80% ممن يعانون من الصورة الارتدادية للمرض.
طبقا لمركز والتون في إنجلترا، «يبدو أن الالتهاب المياليني للعصب البصري يوجد عبر أنحاء العالم على العكس من التصلب اللويحي والذي يحدث بشكل أكبر في الأجواء المعتدلة والأعراق البيضاء. قد يكون الأفارقة والآسيويون في الشرق الأقصى بالذات معرضين لاحتمالية وقوع الالتهاب المياليني للعصب البصري بشكل أكبر، على الرغم من عدم معرفة نسبة وقوع المرض بشكل دقيق بما يصعب معه الوصول لنتائج محددة». على الرغم من تشخيص العديد من مرضى داء ديفك بشكل ابتدائي على أنهم مرضى تصلب لويحي إلا أن 35% من الأمريكيين الأفارقة يتم تشخيصهم بمرض التصلب اللويحي بينما يعانون من داء ديفك في الواقع.
يحدث داء ديفك بشكل شائع في الآسيويين أكثر من القوقازيين. في واقع الأمر، اقترح البعض اعتبار داء التصلب اللويحي النخاعي البصري (والذي يمثل 30% من حالات التصلب اللويحي في اليابان) ليكون هو نفسه داء دايفك (الاختلافات بين التصلب اللويحي الكلاسيكي والتصلب اللويحي النخاعي البصري في المرضى اليابانيين). يحدث التصلب اللويحي بشكل نادر في السكان الاصليين للمناطق الاستوائية وتحت الاستوائية إلا أنه عند ظهوره يأخذ صورة التصلب اللويحي البصري النخاعي.
معظم مرضى داء دايفك ليس لهم أقارب مصابون ويعتبر بشكل عام مرض لاعلاقة له بالعائلة.

## تاريخ المرض
كان السير توماس كليفورد ألبوت أول من أبلغ وجود ارتباط بين الالتهاب الميالينيوإختلال العصب البصري عام 1870. في 1894 وصف يوجيني ديفك وطالب الدكتوراة المصاحب له فيرناند جولت 16 مريضا فقدوا بصرهم في إحدى أو كلتا العينينوفي غضون أسابيع حدث لهم وهن تشنجي للأطراف مع فقدان للإحساس وعدم القدرة على التحكم في المثانة البولية. وتوصلوا إلى أن تلك الأعراض كانت نتيجة التهاب العصب البصري والنخاع الشوكي على التوالي.
تم الإبلاغ عن حالات التهاب عصب بصري والتهاب مياليني مشابهة واعتقد الكثيرون أنها تمثل كيان إكلينيكي مستقل. إلا أن بعض المرضى كان لديهم]] مرض]] في مناطق أخرى من الدماغ، وهي خاصية تجعل تلك الحالة تميل إلى كونها التهاب دماغي منتشر أو تصلب لويحي.
في 2004 تعرف باحثو مايوكلينيك على بروتين aquaporin 4 على أنه المستهدف من المرض وقاموا بوضع اختبار يساعد في تشخيص داء ديفك عن طريق تحديد الجسم المضاد كريين مناعي ج – الالتهاب المياليني للعصب البصري في الدم. قد يكون بعض مرضى الالتهاب المياليني للعصب البصري]]سالبي المصل]] لكريين مناعي ج – الالتهاب المياليني للعصب البصري بينما لايستوفي بعض المرضى موجبي المصل المعايير الإكلينيكية للالتهاب المياليني للعصب البصري ولذلك يعد الاختبار المصلي الآن أحد الأجزاء المهمة في عملية التشخيص وتم وصف حالات موجبة المصل وسالبة المصل بطريقة مشابهة لمرض الوهن العضلي الشديد. طبقا لتقرير مايو كلينيك فإن هذه هي المرة الأولى التي يتم فيها التعرف على مستهدف جزيئي لأحد أنواع الأمراض الالتهابية النازعة للميالين.

## وصلات خارجية
- Devic's Disease (Neuromyelitis Optica) at myelitis.org
- Devics Disease – Information and treatment options at عيادة مايو
- NMO / Devic's NHSDirect – Documentation on the UK National Health Service Database
- The Guthy-Jackson Charitable Foundation – for NMO Research
- The SistaMoon Foundation For Devic's Disease Information on Research as it relates to Devic's/NMO and Resources